# Xian de Xinhua
Pour les articles homonymes, voir Xinhua (homonymie).
Le xian de Xinhua (新化县 ; pinyin : Xīnhuà Xiàn) est un district administratif de la province du Hunan en Chine. Il est placé sous la juridiction de la ville-préfecture de Loudi.

## Démographie
La population du district était de 1 272 254 habitants en 1999.